# 卡利吉亚纳人
卡利吉亚纳人（Karitiana或Caritiana）是巴西原住民，生活于亚马孙雨林西部。其部落成员大约为320人，首领为Renato Caritiana。卡利吉亚纳人以耕作、捕鱼、狩猎为生，与外界几乎没有交流。他们的语言被称为卡利吉亚纳语，属Arikem语族。
2015年的一项研究表明，卡利吉亚纳人、Paiter-Surui人、Xavante人与其他美洲原住民不同，他们和生活于安达曼群岛、新几内亚、澳大利亚的澳大拉西亚原住民有较近的亲缘关系。科学家猜测有一个“Y族群”（Population Y）是两者的共同祖先，他们于约15,000年前至30,000年前在东亚分开。其中一部分南下至澳大拉西亚，另一部分则前往新世界、来到亚马孙盆地，即卡利吉亚纳人的直系祖先。